# 大谷口 (松戸市)
大谷口（おおやぐち）は、松戸市の町名。ここでは大谷口新田（おおやぐちしんでん）についても述べる。

## 地理及び概要

### 大谷口
郵便番号は270-0005。
松戸市の北部、JR常磐線・武蔵野線新松戸駅と常磐線北小金駅の中間に位置する。
東側の県道280号や流鉄流山線線路敷などが含まれる地域と西側の武蔵野線及び武蔵野線貨物支線（馬橋支線と北小金支線、武蔵野線#駅一覧の支線の項も参照）線路敷などが含まれる地域の2か所に分かれている。西側は線路敷内のため、人が住んでいるのは東側のみとなる。
大谷口全域は小金城であった為、埋蔵文化財包蔵地となっている。昭和40年代頃までは森林の中に遺構がほぼ完存していたが、重要な城跡にもかかわらず、開発を推し進めた当時の行政や不動産会社により、現在ほぼ全域が住宅街となっている為、徹底的に破壊されたが、城跡の一部が大谷口歴史公園として整備されている。

#### 河川
- 新坂川

#### 地価
住宅地の地価は、2017年（平成29年）1月1日の公示地価によれば、千葉県松戸市大谷口字外番場356番22の地点で153,000円/m2となっている。

### 大谷口新田
郵便番号は270-0036。
新松戸と小金の飛び地に挟まれた坂川の一角にある。関の橋の南側（下流側）の河川敷内の3500㎡ほどの面積。河川敷内のため、人は住んでいない（河川法参照）。
当地域に関係する施設として大谷口新田稲荷神社（新松戸7-77）がある。

#### 小字
上屋敷通（かみやしきどうり）、中通（なかどうり）、谷下通（たにしたどうり）

## 歴史

### 大谷口
- かつては下総国葛飾郡大谷口村であった。

戦国時代に、千葉氏の一族から出た高城氏が1537年（天文6年）に大谷口の小金城を築き、東葛飾地方一帯を支配していた。高城胤辰の代には、有名な「国府台合戦」（1564年）で活躍するなど繁栄する。 
- 1590年（天正18年）、豊臣秀吉の関東攻めによって小金城は開城する[14]。
- 1699年（元禄11年）4月、下総国葛飾郡大谷口村236石が土屋正克の知行所となる。
- 1965年（昭和40年）頃から開発が始まる。
- 近年（2010年代半ば）まで本城と言われる部分の所々に土塁が残っていたが、地元自治体が小金城の保存に興味が無い様で徐々に残る土塁が減りつつある。

### 大谷口新田
詳細は各項目を参照のこと。ここでは各項目から一部抜粋した。
- 1878年（明治11年） - 東葛飾郡流山町（郡区町村編制法施行による）
- 1889年（明治22年）4月1日 - 東葛飾郡馬橋村（町村制施行による）
- 1943年（昭和18年）4月1日 - 松戸市（新設合併し、市制施行）

## 世帯数と人口
2020年（令和2年）8月31日現在の世帯数と人口は以下の通りである。大谷口新田については統計が取られていない（統計上0人扱い）。

### 大谷口
| 大字   | 世帯数    | 人口    |
| ------ | --------- | ------- |
| 大谷口 | 1,510世帯 | 3,054人 |

## 小・中学校の学区
市立小・中学校に通う場合、学区は以下の通りとなる。（詳しい番地については小中学校通学区域を参照のこと）

### 大谷口
| 大字   | 番地             | 小学校               | 中学校               |
| ------ | ---------------- | -------------------- | -------------------- |
| 大谷口 | 全域             | 松戸市立殿平賀小学校 |                      |
| 大谷口 | 1番地～43番地 他 |                      | 松戸市立小金中学校   |
| 大谷口 | 44番地の1 他     |                      | 松戸市立小金北中学校 |

### 大谷口新田
| 大字       | 番地             | 小学校                 | 中学校                 |
| ---------- | ---------------- | ---------------------- | ---------------------- |
| 大谷口新田 | 207番地～213番地 | 松戸市立新松戸西小学校 | 松戸市立新松戸南中学校 |

## 交通
地区内を武蔵野線と流鉄流山線が通っているが駅はない。最寄り駅は常磐線・武蔵野線新松戸駅、流山線幸谷駅及び常磐線北小金駅、流山線小金城趾駅となる。

### 道路

#### 一般県道
- 千葉県道280号白井流山線

## 施設
- 大勝院
- 大勝院幼稚園[16]
- 大谷口歴史公園
- 常真寺
- 神明神社[17]
- 平戸弁天(いぼ弁天)
- 大倉記念病院